# Bad Samaritan
Bad Samaritan (Mau Samaritano (título em Portugal) ou A Casa do Medo (título no Brasil)) é um filme de terror e suspense estadunidense de 2018 dirigido por Dean Devlin e escrito por Brandon Boyce. O filme é estrelado por David Tennant e Robert Sheehan, com Carlito Olivero, Kerry Condon e Jacqueline Byers nos papéis coadjuvantes. Sheehan interpreta o personagem-título, um valet que assalta as casas dos motoristas que atende, apenas para descobrir que um de seus clientes ricos (Tennant) é um assassino em série. Foi lançado nos Estados Unidos em 4 de maio de 2018, e recebeu críticas mistas.

## Sinopse
Enquanto trabalhavam como manobristas em um restaurante, Sean Falco e Derek Sandoval usam secretamente os carros confiados a eles pelos clientes para assaltar suas casas. Em uma noite, no entanto, Sean encontra mais do que esperava quando ele invade a casa do rico patrono Cale Erendreich e descobre uma mulher chamada Katie sendo mantida em cativeiro. Incapaz de libertar Katie, Sean a abandona, mas notifica a polícia de sua descoberta. Quando a polícia não consegue encontrar nenhuma evidência do sequestro de Katie, Sean entra em contato com o FBI e arquiva um relatório de desaparecimento para ela.
Enquanto isso, Cale leva Katie para uma cabana isolada e fica sabendo que Sean está sabendo de seu sequestro. Motivado pelo desejo de quebrar as pessoas, Cale começa a trabalhar para destruir a vida de Sean, incluindo Sean, Derek e os pais de Sean demitidos de seus empregos. Ele também bate de forma selvagem em Riley Seabrook, a namorada de Sean, depois de arruinar seu relacionamento ao divulgar uma foto dela em topless. Cale então mata Derek e sua família em sua casa e encena suas mortes como um assassinato-suicídio, embora Sean consiga obter uma foto de Cale, que ele envia para o FBI.
Usando o GPS do carro de Cale, Sean consegue encontrar a cabana onde Katie está presa e parte para salvá-la após sobreviver à tentativa de Cale de matá-lo com uma bomba. Uma equipe de agentes do FBI também viaja para a cabana após deduzir que Cale é responsável por uma série de desaparecimentos e que a propriedade está em nome da família de Cale, mas não podem entrar na propriedade privada sem um mandado. Sean encontra Katie, apenas para ser nocauteado por Cale, que revela que pretende matar Katie e incriminar Sean pelo assassinato dela, junto com as mortes de suas vítimas anteriores. Katie, no entanto, sobrevive à tentativa de Cale de matá-la e liberta Sean, com Cale em sua perseguição.
Perseguindo Sean e Katie pela floresta, Cale é finalmente dominado por Sean e fica inconsciente. O som da arma de Cale também é ouvido pela equipe do FBI, que pode usar o barulho do tiro como provável causa para entrar na propriedade. Depois de encontrar Sean e Katie, a equipe entra na cabana, onde eles descobrem Cale acorrentado como suas vítimas.

## Elenco
- David Tennant como Cale Erendreich, um rico serial killer
- Robert Sheehan como Sean Falco, um manobrista de restaurante e ladrão de casas
- Kerry Condon como Katie Hopgood, uma mulher mantida em cativeiro na casa de Cale
- Carlito Olivero como Derek Sandoval, o colega valet de Sean e parceiro nos roubos
- Jacqueline Byers como Riley Seabrook, namorada de Sean
- Tracey Heggins como Olivia Fuller, uma agente do FBI que investiga uma série de desaparecimentos
- Rob Nagle como Don Falco, padrasto de Sean
- Lorraine Bahr  como Patty Falco, a mãe de Sean
- Jacob Resnikoff como Rowan Falco, irmão de Sean
- David Meyers como Nino, chefe de Sean e Derek
- Tony Doupe como Wayne Bannon, um detetive que inicialmente investiga Cale
- Lisa Brenner como Helen Leyton

## Produção
Em 16 de setembro de 2013, foi anunciado que Electric Entertainment de Dean Devlin comprou o roteiro do suspense No Good Deed, escrito por Brandon Boyce, no qual Marc Roskin faria sua estréia na direção, e que seria produzido por Devlin, Roskin e Rachel Olschan. Em 25 de agosto de 2016, foi relatado que Devlin iria dirigir o filme em vez disso, e que David Tennant foi escalado como um homem cuja casa foi roubada pelos manobristas dos carros. Em 22 de setembro de 2016, Robert Sheehan foi escalado para estrelar, como um valet, e em 29 de novembro de 2016, Carlito Olivero se juntou para interpretar o outro valet. Mais tarde, mais elenco foi anunciado, incluindo Kerry Condon, Jacqueline Byers e Lisa Brenner.
A fotografia principal do filme começou no início de 2017 em Portland, Oregon.
Electric Entertainment lançou o primeiro trailer oficial do filme em 7 de fevereiro de 2018.

## Recepção

### Bilheteria
Nos Estados Unidos e Canadá, Bad Samaritan foi lançado ao lado de Tully e Overboard, e foi projetado para arrecadar cerca de US$2 milhões em 2,007 cinemas em seu fim de semana de estreia.  Ele acabou estreando com US$1,8 milhões, uma média de US$848 por cinema, marcando a oitava pior abertura para um grande lançamento de todos os tempos.

### Resposta da crítica
No Rotten Tomatoes, o filme mantém um índice de aprovação de 54% com base em 71 comentários, e uma classificação média de 5,49/10. O consenso crítico do site diz: "Bad Samaritan oferece um punhado de emoções do gênero — e uma performance central estelar de David Tennant — que ajudam a compensar uma direção duvidosa e uma história desapontadoramente mundana". No Metacritic, o filme tem uma pontuação média ponderada de 42 de 100, com base em 20 críticos, indicando "críticas mistas ou médias". O público entrevistado pela CinemaScore deu ao filme uma nota média de "B–" em uma escala de A+ a F, enquanto PostTrakos deu uma pontuação geral positiva de 52% e uma "recomendação definitiva" de 20%.